# Leucozona ussuriensis
Leucozona ussuriensis är en tvåvingeart som först beskrevs av Stackelberg 1929.  Leucozona ussuriensis ingår i släktet lyktblomflugor, och familjen blomflugor. Inga underarter finns listade i Catalogue of Life.